# Leichtathletik-Weltmeisterschaften 1991/400 m Hürden der Frauen

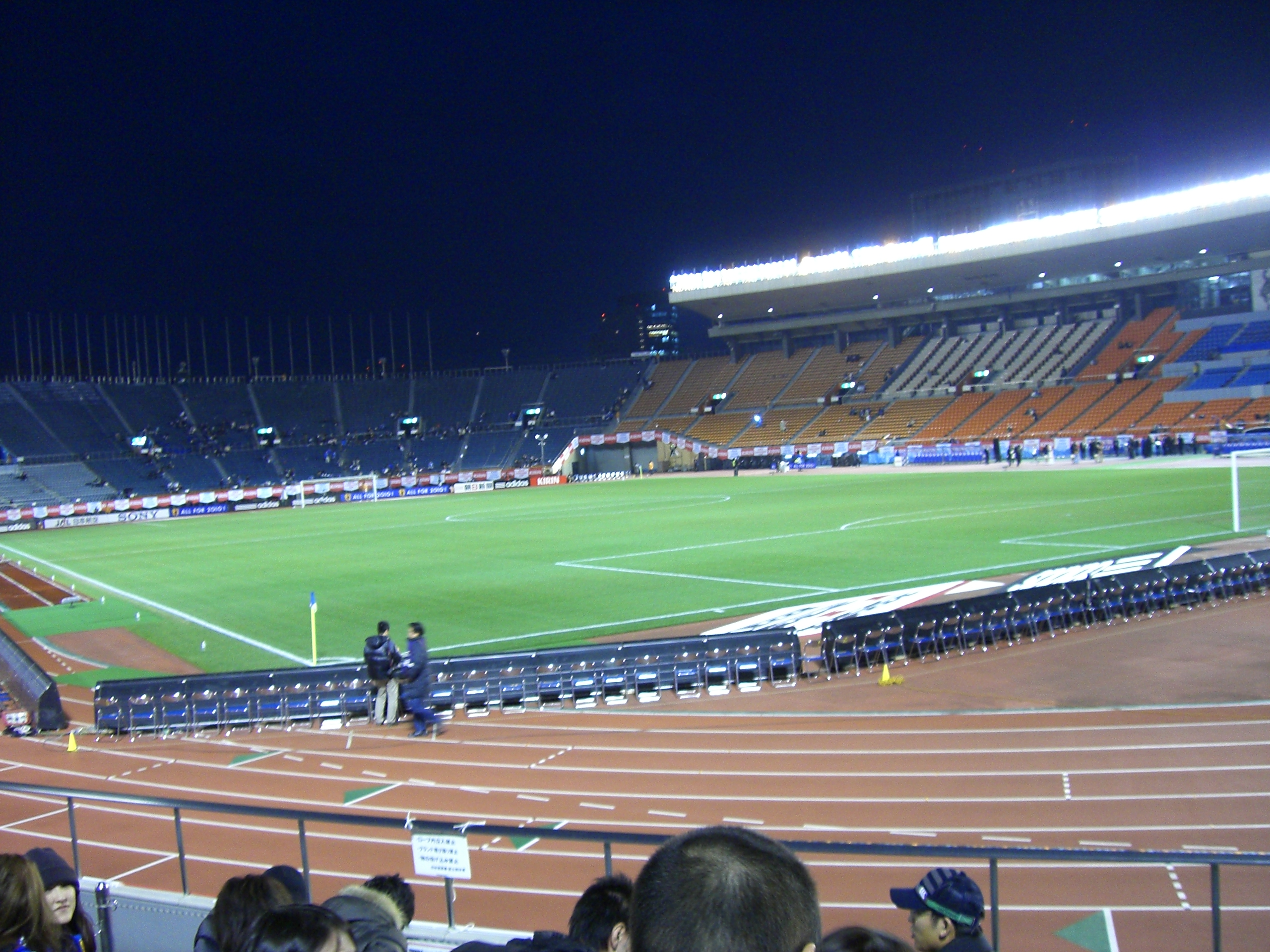
Das Olympiastadion in Tokio im Jahr 2008

Der 400-Meter-Hürdenlauf der Frauen bei den Leichtathletik-Weltmeisterschaften 1991 wurde vom 26. bis 29. August 1991 im Olympiastadion der japanischen Hauptstadt Tokio ausgetragen.
Weltmeisterin wurde die sowjetische Olympiazweite von 1988 Tazzjana Ljadouskaja, die mit der 4-mal-400-Meter-Staffel 1988 Olympiagold gewonnen hatte und hier mit ihrer Staffel am Schlusstag ihren zweiten WM-Titel errang. Den zweiten Platz belegte mit nur fünf Hundertstelsekunden Rückstand die Britin Sally Gunnell. Bronze ging an die US-Amerikanerin Janeene Vickers.

## Rekorde

### Bestehende Rekorde
| Weltrekord | 52,94 s | Marina Iwanowna Stepanowa | Taschkent, Sowjetunion (heute Usbekistan) | 17. September 1986 |
| WM-Rekord  | 53,62 s | Sabine Busch              | WM 1987 in Rom, Italien                   | 3. September 1987  |

### Rekordverbesserung
Die sowjetische Weltmeisterin Tazzjana Ljadouskaja verbesserte den Weltmeisterschaftsrekord im Finale am 29. August um 51 Hundertstelsekunden auf 53,11 s.
Außerdem stellte die britische  Vizeweltmeisterin Sally Gunnell im Finale mit 53,16 s einen neuen Landesrekord auf.

## Vorrunde
26. August 1991, 15:30 Uhr
Die Vorrunde wurde in fünf Läufen durchgeführt. Die ersten beiden Athletinnen pro Lauf – hellblau unterlegt – sowie die darüber hinaus sechs zeitschnellsten Läuferinnen – hellgrün unterlegt – qualifizierten sich für das Halbfinale.

### Vorlauf 1
| Platz | Name                 | Nation         | Zeit    |
| ----- | -------------------- | -------------- | ------- |
| 1     | Janeene Vickers      | USA            | 54,85 s |
| 2     | Tazzjana Ljadouskaja | Sowjetunion    | 54,94 s |
| 3     | Gowry Retchakan      | Großbritannien | 54,95 s |
| 4     | Frida Johansson      | Schweden       | 55,60 s |
| 5     | Ann Maenhout         | Belgien        | 58,39 s |
| 6     | Marie Womplou        | Elfenbeinküste | 58,80 s |
| 7     | Elma Muros           | Philippinen    | 59,90 s |

### Vorlauf 2
| Platz | Name                  | Nation              | Zeit    |
| ----- | --------------------- | ------------------- | ------- |
| 1     | Anita Protti          | Schweiz             | 54,53 s |
| 2     | Margarita Ponomarjowa | Sowjetunion         | 55,87 s |
| 3     | Gudrun Abt            | Deutschland         | 56,16 s |
| 4     | Lencys Montelier      | Kuba                | 57,72 s |
| 5     | Huang Yanhong         | Volksrepublik China | 58,05 s |
| 6     | Omotayo Akinremi      | Nigeria             | 58,25 s |

### Vorlauf 3
| Platz | Name            | Nation         | Zeit        |
| ----- | --------------- | -------------- | ----------- |
| 1     | Sally Gunnell   | Großbritannien | 54,70 s     |
| 2     | Anna Tschuprina | Sowjetunion    | 56,15 s     |
| 3     | Sabine Busch    | Deutschland    | 56,37 s     |
| 4     | Donalda Duprey  | Kanada         | 56,38 s     |
| 5     | Lyn Massey      | Neuseeland     | 57,55 s     |
| 6     | Junko Hasegawa  | Japan          | 59,71 s     |
| 7     | Gretha Tromp    | Niederlande    | 1:00,45 min |

### Vorlauf 4

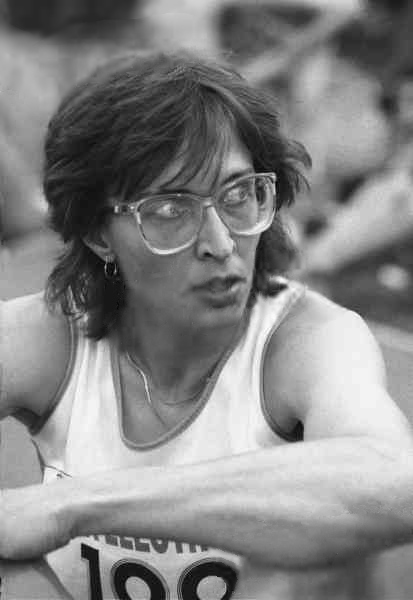
Als Fünfte ihres Vorlaufs erreichte Nicoleta Căruţaşu nicht das Halbfinale

| Platz | Name              | Nation     | Zeit        |
| ----- | ----------------- | ---------- | ----------- |
| 1     | Irmgard Trojer    | Italien    | 55,77 s     |
| 2     | Kim Batten        | USA        | 55,77 s     |
| 3     | Monica Westén     | Schweden   | 55,79 s     |
| 4     | Deon Hemmings     | Jamaika    | 56,35 s     |
| 5     | Nicoleta Căruţaşu | Rumänien   | 57,13 s     |
| 6     | Liliana Chalá     | Ecuador    | 1:00,49 min |
| 7     | Mirenda Francourt | Seychellen | 1:05,92 min |

### Vorlauf 5

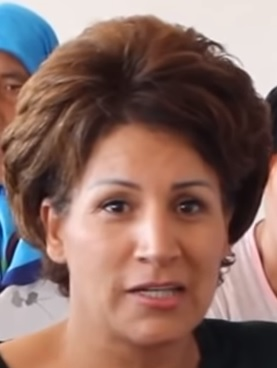
Nezha Bidouane (Foto: 2015), Afrikameisterin von 1990, scheiterte hier im Halbfinale – sie hatte unter anderem zwei WM-Titel und einen Olympiasieg noch vor sich

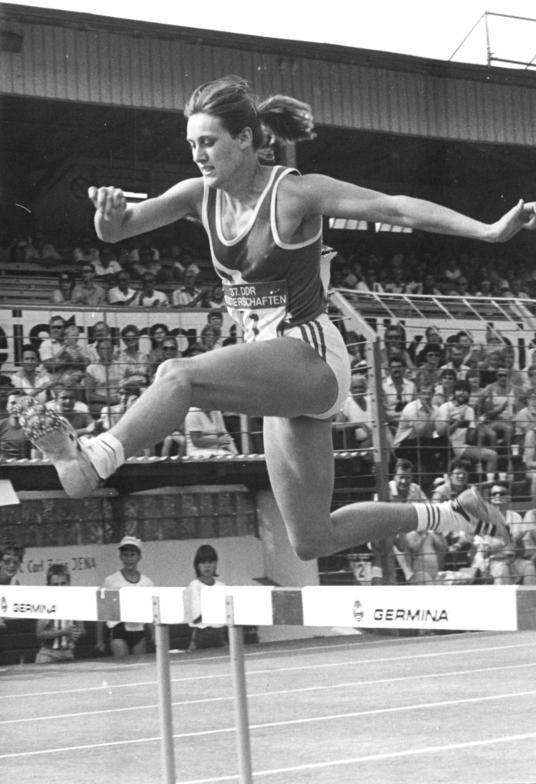
Die Titelverteidigerin Sabine Busch, 1986 Vizeeuropameisterin, schied hier im Halbfinale aus

| Platz | Name                  | Nation         | Zeit    |
| ----- | --------------------- | -------------- | ------- |
| 1     | Sandra Farmer-Patrick | USA            | 55,81 s |
| 2     | Heike Meißner         | Deutschland    | 56,00 s |
| 3     | Nezha Bidouane        | Marokko        | 56,32 s |
| 4     | Rosey Edeh            | Kanada         | 57,32 s |
| 5     | Jacqui Parker         | Großbritannien | 57,81 s |
| 6     | Reawadee Srithoa      | Thailand       | 58,74 s |
| 7     | Mari Bjone            | Norwegen       | 59,00 s |

## Halbfinale
27. August 1991, 17:30 Uhr
Aus den beiden Halbfinalläufen qualifizierten sich die jeweils ersten vier Athletinnen – hellblau unterlegt – für das Finale.

### Halbfinallauf 1
| Platz | Name                  | Nation         | Zeit (s) |
| ----- | --------------------- | -------------- | -------- |
| 1     | Anita Protti          | Schweiz        | 54,26    |
| 2     | Sandra Farmer-Patrick | USA            | 54,44    |
| 3     | Janeene Vickers       | USA            | 54,63    |
| 4     | Heike Meißner         | Deutschland    | 54,77    |
| 5     | Gowry Retchakan       | Großbritannien | 54,88    |
| 6     | Frida Johansson       | Schweden       | 55,36    |
| 7     | Anna Tschuprina       | Sowjetunion    | 55,81    |
| 8     | Nezha Bidouane        | Marokko        | 56,62    |

### Halbfinallauf 2
| Platz | Name                  | Nation         | Zeit (s) |
| ----- | --------------------- | -------------- | -------- |
| 1     | Sally Gunnell         | Großbritannien | 54,24    |
| 2     | Tazzjana Ljadouskaja  | Sowjetunion    | 54,36    |
| 3     | Kim Batten            | USA            | 54,70    |
| 4     | Margarita Ponomarjowa | Sowjetunion    | 55,22    |
| 5     | Monica Westén         | Schweden       | 55,51    |
| 6     | Irmgard Trojer        | Italien        | 55,66    |
| 7     | Sabine Busch          | Deutschland    | 55,73    |
| 8     | Gudrun Abt            | Deutschland    | 56,17    |

## Finale

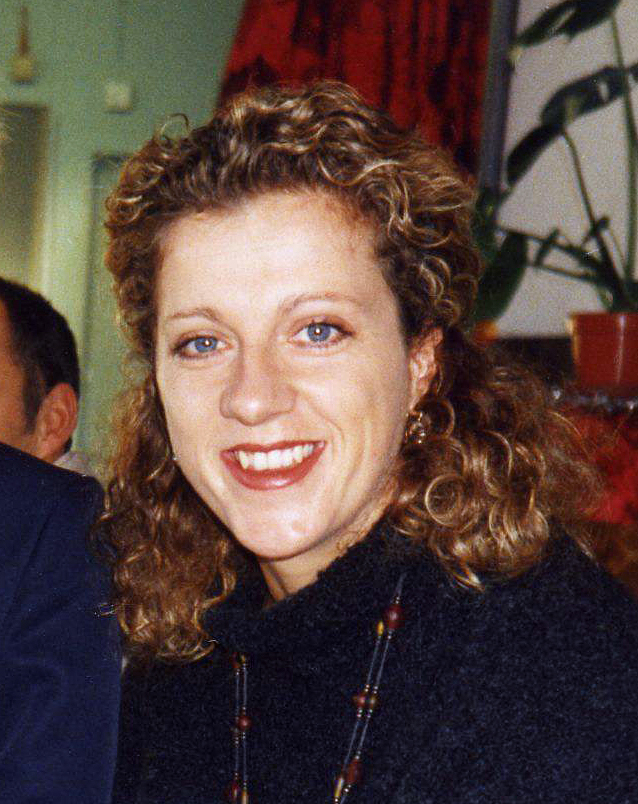
Vizeweltmeisterin Sally Gunnell (hier 1995) – ein Jahr später wurde sie Olympiasiegerin

29. August 1991, 19:00 Uhr
| Platz | Name                  | Nation         | Zeit (s) |
| ----- | --------------------- | -------------- | -------- |
| 1     | Tazzjana Ljadouskaja  | Sowjetunion    | 53,11 CR |
| 2     | Sally Gunnell         | Großbritannien | 53,16 NR |
| 3     | Janeene Vickers       | USA            | 53,47    |
| 4     | Sandra Farmer-Patrick | USA            | 53,95    |
| 5     | Kim Batten            | USA            | 53,98    |
| 6     | Anita Protti          | Schweiz        | 54,25    |
| 7     | Heike Meißner         | Deutschland    | 54,26    |
| 8     | Margarita Ponomarjowa | Sowjetunion    | 54,27    |

## Video
- Women's 400m Hurdles Final World Champs in Tokyo 1991 auf youtube.com, abgerufen am 1. Mai 2020